# James Emory Eckenwalder
James Emory Eckenwalder (Neuilly-sur-Seine, 1949) es un botánico canadiense nacido en Francia. Sus trabajos científicos tratan de la taxonomía, la hibridación y la evolución, especialmente de árboles.

## Biografía
Nace en 1949, en Neuilly-sur-Seine, Francia. Estudió en el Reed College en Portland, Oregon , donde hizo en 1971, la licenciatura BA. Su tesis de doctorado fue Systematics of Populus L. (Salicaceae) in southwestern North America with special reference to sect. Aigeros Duby sobre la Sistematización de los Álamos , escribió en la Universidad de California en Berkeley , y obtuvo en 1977 el Ph D. En esa época, fue asistente de investigación en el Jepson Herbario. Comenzó su carrera universitaria en el jardín Tropical Research Center en Miami, Florida, y se marchó después de un año para trabajar de profesor adjunto en la Universidad de Toronto. Desde 1979, es también investigador asociado del Royal Ontario Museum. En 1985 fue nombrado profesor asociado en el Departamento de Botánica de la Universidad de Toronto (actualizado a 2014).
Experto en clasificación de álamos (Populus). Otras áreas de Interés son cícadas (Cycadales), otros Nacktsamige Plantas, Windengewächse (Convolvulaceae) y Wasserhyazinthengewächse (Pontederiaceae). Sus Trabajos científicos tratan, en particular, la taxonomía, formación natural de híbridos y evolución , y ha aclarado cambios en la taxonomía de las coníferas. En sus estudios de campo, llevados en grandes zonas de Estados Unidos y Canadá, en indias occidentales, América Central, América del Sur y Europa.

## Algunas publicaciones
- James E. Eckenwalder: Conifers of the World. The Complete Reference. Timber Press, Portland, OR/Londres, 720 p. 2009, ISBN 978-0-88192-974-4
- La abreviatura «Eckenw.» se emplea para indicar a James Emory Eckenwalder como autoridad en la descripción y clasificación científica de los vegetales.[3]